# Sender Nordheim
Der Sender Nordheim ist das höchste Bauwerk im Elsass. Die Sendeanlage für Fernsehen und UKW-Rundfunk befindet sich auf dem Stephansberg in der elsässischen Gemeinde Nordheim nahe Straßburg. Als Antennenträger wird ein 280 Meter hoher abgespannter Stahlfachwerkmast verwendet. Der Sender kann in Deutschland mit nur geringen Störungen bis etwa in die Rhein-Neckar-Region empfangen werden.

## Frequenzen und Programme

### Digitales Fernsehen (TNT)
Folgende Fernsehprogramme werden vom Sender Nordheim ausgestrahlt:
Kanal 22 H (21 kW) | M6 - W9 - NT1 - Paris Première (verschlüsselt) - ARTE France (HD TNT)
Kanal 25 H (21 kW) | TF1 - ARTE France - TMC - NRJ 12 - TF6 (MPEG4) - LCI (MPEG4) - Eurosport (MPEG4)
Kanal 40 H (20 kW) | D8 - France 4 - BFM TV - i>TELE - D17 - Gulli
Kanal 43 H (20 kW) | Canal+ (verschlüsselt) - C+ Sport (verschlüsselt) - C+ Cinéma (MPEG4) - Planète (MPEG4)
Kanal 47 H (?? kW) | 6ter (HD TNT) - RMC Découverte (HD TNT) - Numéro 23 (HD TNT)
Kanal 48 H (50 kW) | France 2 - France 3 - France 5 - LCP - France Ô - Alsace 20
Kanal 51 H (?? kW) | HD1 (HD TNT) - Chérie (HD TNT) - L’équipe (HD TNT)
Kanal 56 H (60 kW) | TF1 (HD TNT) - France 2 (HD TNT) - M6 (HD TNT)
Die digitalen Programme sind auch in grenznahen Gebieten in Mittelbaden, vor allem im rechtsrheinischen Hanauerland, empfangbar. Alsace 20 und ARTE France strahlen Sendungen auf Deutsch aus. ARTE France bietet sogar meistens neben dem französischen einen deutschen Tonkanal an. Da sich die Ausstrahlzeiten bei ARTE France und arte Deutschland insbesondere in der Hauptsendezeit unterscheiden, lohnt es sich beide Programmangebote abzuspeichern.

### Analoger Hörfunk (UKW)
| Frequenz (MHz) | Programm           | RDS PS   | RDS PI | ERP (kW) | Antennendiagramm rund (ND)/gerichtet (D) | Polarisation horizontal (H)/vertikal (V) |
| -------------- | ------------------ | -------- | ------ | -------- | ---------------------------------------- | ---------------------------------------- |
| 87,7           | France Culture     | CULTURE_ | F202   | 48       | ND                                       | H                                        |
| 95,0           | France Musique     | MUSIQUE_ | F203   | 48       | ND                                       | H                                        |
| 97,3           | France Inter       | __INTER_ | F201   | 48       | ND                                       | H                                        |
| 101,4          | France Bleu Alsace | BLEUALSA | F405   | 48       | ND                                       | H                                        |
| 104,4          | France Info        | __INFO__ | F206   | 38       | ND                                       | H                                        |

### Analoges Fernsehen (Außer Betrieb)
Vor der Umstellung auf DVB-T im Oktober 2010 diente der Sendestandort außerdem für analoges Fernsehen (SECAM).
| Kanal | Frequenz (MHz) | Programm        | ERP (kW) | Sendediagramm rund (ND)/ gerichtet (D) | Polarisation horizontal (H)/ vertikal (V) |
| ----- | -------------- | --------------- | -------- | -------------------------------------- | ----------------------------------------- |
| 10    | 216,00         | Canal+          | 20       | D                                      | V                                         |
| 43    | 647,25         | France 3 Elsass | 542      | ND                                     | H                                         |
| 56    | 751,25         | France 2        | 233      | ND                                     | H                                         |
| 62    | 799,25         | TF1             | 233      | D                                      | H                                         |